# 팔이음뼈
팔이음뼈(shoulder girdle, pectoral girdle) 또는 상지대 또는 어깨이음구조는 위팔을 몸통 뼈대인 복장뼈와 척추뼈에 연결하는 뼈이며, 빗장뼈와 어깨뼈로 이루어져 있다.
인체해부학에서 팔(arm)이라는 용어는 어깨부터 팔꿈치까지의 구조인 위팔(upper arm, 상완)만을 의미하며 명시적으로 팔뚝(forearm, 아래팔)은 제외된다. 따라서 상지(upper limb)와 팔은 동의어가 아니다. 그러나 일상적인 사용에서는 용어가 종종 같은 의미로 사용된다. '위팔'이라는 용어는 해부학적으로는 중복되지만 비공식적으로는 두 용어를 구별하는 데 사용된다.
사람의 몸에서, 상지대의 근육들은 기원, 지형, 기능 또는 신경 분포에 따라 분류될 수 있다. 신경 분포에 따른 그룹화는 발생 및 계통발생 기원을 드러내는 반면, 아래의 기능-지형학적 분류는 근육 간의 활동 유사성을 반영한다(어깨대를 제외하고, 유사한 활동을 하는 근육은 위치와 방향이 상당히 다를 수 있다).

## 근골격계 구조

#### 어깨 거들
어깨 거들아니면 가슴 거들은, 쇄골과 견갑골로 구성되며 흉쇄관절(몸통과 직접 관절하는 상지의 유일한 관절)을 통해 상지를 축 골격에 연결한다. 동적 인대. 이 근육은 관절의 탈구를 방지하지만 강한 힘이 대신 쇄골을 부러뜨리는 경향이 있다. 견갑골의 견봉돌기와 쇄골 사이의 관절인 견봉쇄골 관절은 마찬가지로 강한 인대, 특히 오구쇄골 인대에 의해 강화되어 과도한 측면 및 내측 움직임을 방지한다. 그들 사이에 있는 이 두 관절은 견갑대에 대한 광범위한 움직임을 허용하는데, 이는 견갑골과 축 골격 사이의 뼈 대 뼈 접촉이 부족하기 때문이다. 이와 대조적으로 골반 띠는 축 골격에 단단히 고정되어 있어 안정성과 하중 지지 능력이 향상된다.

어깨 거들의 이동성은 많은 근육에 의해 지원된다. 이들 중 가장 중요한 것은 방추형 또는 끈 모양의 근육이 아닌 근육판이므로 단독으로 작용하지 않고 일부 섬유가 다른 근육의 섬유와 협력하여 작용한다.
- 근육: 견갑골 관절을 제외한 견갑대[3]
- 머리에서 옮겨진 것: 승모근,

흉쇄유돌근, 오모효이데우스
- 후부: 대능형근, 소능형근, 견갑거근
- 전의: 쇄골하근, 소흉근, 전거근

#### 어깨관절

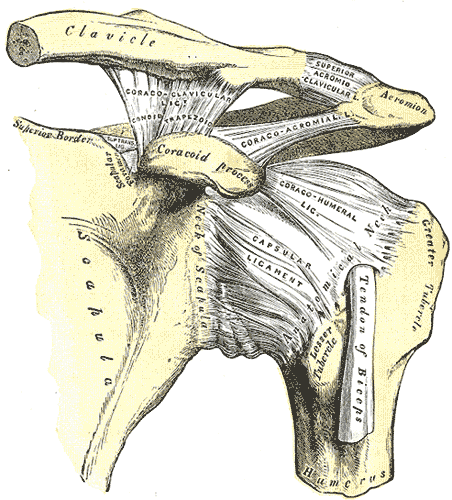
Shoulder joint with ligaments

견갑상완관절(구어로 어깨관절이라고 함)은 견갑골의 어깨관절과 상완골두 사이의 이동성이 뛰어난 볼 및 소켓 관절이다. 다른 관절의 인대가 제공하는 수동적 안정화가 부족한 상관절돌기는 견갑골에서 상완골까지 뻗어 있는 짧은 근육 그룹인 회전근개에 의해 능동적으로 안정화된다. 관절에는 하부 지지력이 거의 없으며 어깨의 탈구는 거의 이 방향에서 발생한다.

이 관절에 작용하는 큰 근육은 다양한 동작을 수행하며 겉으로는 단순해 보이는 움직임은 종종 여러 근육의 복합적인 길항근과 주역 동작의 결과이다. 예를 들어, 대흉근은 상완관절에서 가장 중요한 팔 굴근 지대고 광배근은 견갑상완 관절에서 가장 중요한 신근이지만, 함께 작용하면 이 두 근육은 서로의 작용을 취소하고 결합된 내측 회전 구성 요소만 남는다. 반면, 관절에서 순수한 굴곡을 달성하려면 삼각근과 극상근은 내전 구성요소를 취소해야 하고, 소원근과 극하근은 대흉근의 내측 회전 구성요소를 취소해야 한다. 마찬가지로, 외전(팔을 몸에서 멀리 이동)은 다양한 단계의 다양한 근육에 의해 수행된다. 처음 10°는 전적으로 상근에 의해 수행되지만 그 이상에서는 훨씬 더 강한 삼각근의 섬유가 90°까지 작업을 대신할 위치에 있다. 완전한 180° 외전 범위를 달성하려면 팔은 내측으로 회전해야 하며 견갑골은 어깨관절 위쪽으로 향하게 하기 위해 자체적으로 회전해야 한다.

#### 어깨 관절 근육 종류
- 극상근
- 극하근
- 소원근
- 견갑하근
- 삼각근
- 광배근
- 대원근
- 전흉근
- 오구상완근

상완이라고도 불리는 고유팔(상완)은 어깨와 팔꿈치 사이의 영역으로 원위단에 팔꿈치 관절이 있는 상완골로 구성된다.
팔꿈치 관절은 상완골 관절, 상완골 관절, 상요척골 관절 등 세 개의 관절로 구성된 복합체이다. 전자의 두 관절은 굴곡과 확장을 허용하는 반면, 후자는 이름이 같은 하위 관절과 함께 손목의 외전과 회내를 허용한다. 삼두근은 주요 신근이고 상완근과 이두근은 주요 굴근이다. 그러나 이두근은 주요 회외근이며 이 동작을 수행하는 동안 팔꿈치에서 효과적인 굴근 역할을 하지 않는다.

#### 인간의 팔이음뼈를 형성하는 뼈
- 쇄골
- 견갑골
- 상완골
- 주상골
- 중수골
- 지골

#### 전완근
팔뚝(라틴어: antebrachium), 요골과 척골로 구성된다. 후자는 팔꿈치 관절의 주요 원위 부분이고, 전자는 손목 관절의 주요 근위 부분을 구성한다. 팔뚝에 있는 수많은 근육의 대부분은 등쪽(손등)의 손목, 손, 손가락 ,손바닥 신근과 배쪽(손바닥 쪽)의 표층에 있는 굴근으로 나뉜다. 이 근육은 상완골의 외측 또는 내측 상과에 부착되어 있다. 따라서 그들은 팔꿈치에 작용하지만, 그 기원이 팔꿈치의 회전 중심에 가깝게 위치하기 때문에 주로 손목과 손의 원위에서 작용한다. 이 단순한 구분의 예외는 상완근(강한 팔꿈치 굴근)과 장손바닥근(주로 손바닥 건막을 긴장시키는 역할을 하는 약한 손목 근육
)이다. 더 깊은 굴근 근육은 외부 손 근육이다. 손가락 관절의 강한 굴근은 손의 중요한 파워 그립을 생성하는 데 사용되는 반면 강제 확장은 덜 유용하므로 해당 신근은 훨씬 약하다.

## 같이 보기
- 어깨
- 다리이음뼈(하지대, 골반이음구조)